# Chiesa di San Giorgio in Mandonico
La chiesa di San Giorgio in Mandonico è un edificio religioso di Dorio, in provincia di Lecco, situato nei pressi della località di Mandonico, oggi disabitata.
L'edificio sorge lungo il sentiero del Viandante a monte nel nucleo storico di Dorio, a un centinaio di metri dalla chiesa parrocchiale di San Giorgio.

## Storia
Si hanno notizie certe della chiesa nel 1412, quando aveva un portico antistante l'ingresso. 
Sebbene non sia citata nel Liber Notitiae Sanctorum Mediolani del XIII secolo (caratteristica che accomuna tutte le chiese dedicate a San Giorgio e Sant'Ambrogio), probabilmente all'epoca la chiesa doveva già esistere in quanto nel Liber per la Pieve di Dervio sono citate solo otto chiese, mentre nel riassunto viene detto che dovevano essercene dieci.
Nel 1506 la chiesa ottenne la dignità parrocchiale che mantenne fino al 1677, quando fu trasferita a Dorio. Nei pressi della chiesa si trovavano un cimitero e la casa del parroco. Fu proprio alla fine del XVII secolo, e successivamente nel 1804 per la sola facciata, che la chiesa subì alcune modifiche strutturali che la portarono all'aspetto odierno.

## Descrizione
In facciata si trovano finestre risalenti a epoche diverse e il portale di inizio XVII secolo.
All'interno la chiesa è costituita da un'unica navata lunga 12,5 m e larga 5 m e coperta da un soffitto piano. Dopo il presbiterio, coperto con volta a botte, si trova l'abside semicircolare appartenente all'antica struttura risalente al XIII secolo.

### Decorazioni pittoriche
La parete settentrionale della navata (sul lato sinistro della chiesa) è occupata quasi interamente da un affresco risalente probabilmente al 1492 (come riportato in un'iscrizione difficilmente leggibile sullo stesso affresco) suddiviso in sei riquadri di differenti dimensioni distribuiti su sue fasce: quattro in quella inferiore e due in quella superiore. Il più grande di questi, nella fascia superiore, riquadri raffigura San Giorgio in sella a un cavallo bianco mentre trafigge il drago con una lancia; sulla destra si trova una ragazza salvata dal santo, mentre in alto, sullo sfondo, è visibile un castello e a sinistra una chiesa. Accanto a questo affresco si trova la raffigurazione della Madonna col Bambino.
In basso, da sinistra, si trovano l'Arcangelo Michele che pesa le anime, Sant'Antonio abate con il maiale, tipico dell'iconografia dedicata al santo, la Madonna in trono con il Bambino in grembo e infine un santo vescovo con paramenti sontuosi.
Nel 1983 gli affreschi furono restaurati e costituiscono solo una parte dell'originale decorazione pittorica, che comprendeva anche gli Evangelisti raffigurati nell'abside.